# أدولفو بالونشييري
أدولفو بالونشييري (بالإيطالية: Adolfo Baloncieri)، (مواليد في 27 يوليو 1897 بمدينة ألساندريا في إيطاليا، وتوفي في 23 يوليو سنة 1986 في ألساندريا)، لاعب كرة قدم إيطالي سابق، ومدرب كرة قدم إيطالي سابق.
لعب مع نادي ألساندريا ونادي تورينو ونادي كومينسي.
و قد لعب مع منتخب إيطاليا لكرة القدم بين عامي 1920 و1930، وشارك معهم في 47 مباراة وسجل 25 هدف، وكان كابتن الفريق الفائز في الميدالية الأولمبية الذهبية في الألعاب الأولمبية الصيفية 1928.
و قد درب نادي تورينو في موسم 1931/1932، ودرب نادي إيه سي ميلان في عام 1934 وحتى عام 1937، وقد درب نادي لاتسيو في موسم 1939/1940، وقد درب نادي إيه سي ميلان في عام 1946، وقد درب نادي سامبدوريا في عام 1947 وحتى عام 1950، وقد درب نادي روما في عام 1950، وقد درب نادي سامبدوريا في عام 1958.

## روابط خارجية
- أدولفو بالونشييري على موقع قاعدة بيانات كرة القدم.إي يو (الإنجليزية)
- أدولفو بالونشييري على موقع ناشيونال فوتبول تيمز (الإنجليزية)
- أدولفو بالونشييري على موقع عالم كرة القدم.نت (الإنجليزية)
- أدولفو بالونشييري على موقع اللجنة الأولمبية الدولية (الإنجليزية)
- أدولفو بالونشييري على موقع أوليمبيديا (الإنجليزية)
- أدولفو بالونشييري على موقع اللجنة الأولمبية الإيطالية (الإيطالية)